# Unification 〜Melody from Minori Chihara〜
『Unification 〜Melody from Minori Chihara〜』（ユニフィケーション メロディー フロム ミノリ チハラ）は、大先生室屋が率いるインストゥルメンタルユニット『Crustacea』のアルバム。2010年4月7日にGloryHeavenから発売された。

## 概要
声優アーティストの茅原実里の楽曲をカバーしたインストゥルメンタルアルバム。

## 批評
CDジャーナルは、Crustaceaのコンセプトである「皆が楽しめるクラシック」に従った「親しみやすい世界観を作った作品になっている。」と批評した。

## 収録曲
（全編曲：Crustacea ）
1. 純白サンクチュアリィ [5:03]
作曲：菊田大介
2. 愛とナイフ [5:38]
作曲：俊龍
3. Dears 〜ゆるやかな奇跡〜 [6:15]
作曲：Tatsh
4. 君がくれたあの日 [5:46]
作曲：菊田大介
5. PRECIOUS ONE [5:35]
作曲：藤末樹
6. Paradise Lost [5:13]
作曲：菊田大介
7. sing for you [6:17]
作曲：rino